# Марія Гюбнерова
Марія Гюбнерова (чеськ. Marie Hübnerová), уроджена Марія Руфферова ((12 жовтня 1865 , Slatina nad Zdobnicíd  — 5 серпня 1931 , Прага )) — відома чеська театральна актриса початку XX століття.

## Біографія
Народилася в 1865 році. Після смерті батька виховувалася в німецькому монастирі в Брно. Протягом п'ятнадцяти років з 1880 року по 1895 рік виступала в провінційних трупах. Незабаром спільно з директором Національного театру Брно Вацлавом Гюбнером організувала нову театральну трупу «Чеський народний театр».
Після смерті дружини Гюбнера Ганни, яка жила в 1861—1891 роках) вона вийшла за нього заміж. Весілля відбулося 11 лютого 1893 року в Угерске-Градіштє. До 1983 року використала на сцені псевдонім Slatinská.

## Творчість
У лютому 1896 року вона була прийнята в трупу Національного театру Праги, в якому залишалася до самої смерті. Тут вона створила і втілила понад 370 ролей, деякі з них неодноразово.
Грала в російських класичних п'єсах («Ревізор» Гоголя, «Безприданниця» Островського, та інших).
Часто гастролювала по містах Чехії, виступала в Плзені, Брно, Оломоуці, а також у Братиславі. Крім співпраці з Національним театрам виступала на сценах невеликих празьких театрів.
У 1910 і 1928 роках успішно виступала у Відні, у 1928 році у Варшаві. У 1931 році гастролював по Югославії, за що була нагороджена Орденом Святого Сави.
Займалася викладацькою діяльністю, навчала акторської майстерності таких актрис як: Єва Врхліцька, Ольга Шайнпфлюгова і багатьох інших.
У 1931 році вона знялася в одному художньому фільмі, а саме в ролі Фанкі у фільмі «Розбійник» режисера Йосипа Кодичека, знятому за сценарієм Карела Чапека.
Померла 5 серпня 1931 року під час відпочинку в санаторії в Празі. Похована на Ольшанському цвинтарі.